# Битюг-Матрёновское сельское поселение
Битюг-Матрёновское сельское поселение — муниципальное образование в Эртильском районе Воронежской области.
Административный центр — село Битюг-Матрёновка.

## Административное деление
В состав поселения входят:
- село Битюг-Матрёновка,
- село Вязковка,
- село Гнилуша.

## Население
| 2000 | 2010 | 2012 | 2013 | 2014 | 2015 | 2016 |
| ---- | ---- | ---- | ---- | ---- | ---- | ---- |
| 1443 | ↘935 | ↘907 | ↘880 | ↘878 | ↘872 | ↘839 |
| 2017 | 2018 |      |      |      |      |      |
| ↘821 | ↘820 |      |      |      |      |      |